# Felipe Drugovich
Felipe Drugovich Roncato (Maringá, 23 mei 2000) is een Braziliaans autocoureur. In 2018 werd hij kampioen in de Euroformula Open en in 2022 in de Formule 2.

## Carrière

### Karting
Drugovich begon zijn autosportcarrière in het karting in 2009 in zowel Brazilië als Europa, waarin hij tot 2015 actief bleef. In 2011 en 2012 werd hij achtereenvolgens kampioen in de PCKS/Super Cadete- en de PJMK/Júnior Menor-klasse van het Braziliaanse kartkampioenschap.

### Formule 4
In 2016 maakte Drugovich de overstap naar het formuleracing, waarin hij voor het team Neuhauser Racing zijn Formule 4-debuut maakte in het ADAC Formule 4-kampioenschap. Hij behaalde één podiumplaats op het Circuit Park Zandvoort en eindigde op de twaalfde plaats in het kampioenschap met 79,5 punten.
In de winter van 2016-2017 reed Drugovich in de MRF Challenge, waarin hij op de Dubai Autodrome zijn eerste overwinning behaalde in het kampioenschap. Met drie andere podiumplaatsen werd hij achter Harrison Newey, Joey Mawson en Mick Schumacher vierde in de eindstand met 169 punten. Hierna keerde hij terug naar Europa om voor het team Van Amersfoort Racing te rijden in zowel het ADAC- als het Italiaanse Formule 4-kampioenschap. In het Italiaanse kampioenschap reed hij een beperkt programma, maar behaalde hierin wel een overwinning op het Autodromo Vallelunga. In het ADAC Formule 4-kampioenschap won hij zeven races op de Lausitzring (tweemaal), de Red Bull Ring, de Motorsport Arena Oschersleben, de Nürburgring, de Sachsenring en de Hockenheimring, maar door inconsistente resultaten in de overige races werd hij achter Jüri Vips en Marcus Armstrong derde in het eindklassement met 236,5 punten.  Hij nam ook nog deel aan de seizoensfinale op het Circuit de Barcelona-Catalunya in de Euroformula Open bij het team RP Motorsport als gastcoureur, waarin hij een race won en in de andere race zesde werd.

### Formule 3
Drugovich debuteerde hij aan het eind van 2017 in het Europees Formule 3-kampioenschap bij Van Amersfoort tijdens de seizoensfinale op Hockenheim als gastcoureur, waarin een vijftiende plaats in de laatste race zijn beste resultaat was. 
In 2018 nam Drugovich deel aan een volledig seizoen in de Euroformula Open bij RP Motorsport. Van de zestien verreden races won hij veertien keer en werd hij in de andere races tweede. Hierdoor werd hij met 405 punten overtuigend kampioen in de klasse. Binnen het kampioenschap werd ook het Spaanse Formule 3-kampioenschap gehouden. In deze klasse won hij alle races en werd zo met 157 punten eveneens kampioen. Ook reed hij dat jaar voor RP Motorsport in het raceweekend op de Mid-Ohio Sports Car Course in het Pro Mazda Championship en werd hier zevende en vijfde in de races.
In 2019 kwam hij uit voor het team Carlin Buzz Racing. Hij kende een moeilijk seizoen, waarin hij enkel op de Hungaroring tot scoren kwam met een zesde plaats in de hoofdrace. Met 8 punten werd hij zestiende in de eindstand. Aan het eind van het jaar debuteerde hij tevens voor Carlin in de Grand Prix van Macau, die hij op plaats 24 afsloot na een crash in de kwalificatierace.

### Formule 2
In 2020 debuteerde Drugovich in de Formule 2 bij het team MP Motorsport. Tijdens de sprintrace in zijn debuutweekend op de Red Bull Ring won hij zijn eerste race in het kampioenschap. Tijdens de sprintrace op het Circuit de Barcelona-Catalunya won hij zijn tweede race en in de hoofdrace op het Bahrain International Circuit won hij zijn derde race. Daarnaast behaalde hij pole position op Silverstone en behaalde hij nog een podiumplaats in Bahrein. Met 121 punten werd hij negende in het kampioenschap.
In 2021 stapte Drugovich binnen de Formule 2 over naar het team UNI-Virtuosi Racing. Het draaide echter, na de hoge verwachtingen voorafgaand aan het seizoen, uit op een teleurstellend seizoen. Hij stond slechts vier keer op het podium: tweemaal op het Circuit de Monaco en tweemaal op het Yas Marina Circuit. Met 105 punten werd hij achtste in de eindstand.
In 2022 keerde Drugovich binnen de Formule 2 terug naar MP Motorsport. Hij kende een succesvol seizoen, waarin hij vijf overwinningen behaalde; twee in Barcelona en een op zowel het Jeddah Corniche Circuit, Monaco en Zandvoort. Drie races voor het eind van het seizoen, op het Autodromo Nazionale Monza, werd hij gekroond tot kampioen in de klasse.

### Formule 1
Drugovich maakte zijn Formule 1-debuut voor Aston Martin-Mercedes tijdens de eerste vrije training van de Grand Prix van Abu Dhabi op 18 november 2022. Hij reed een tijd van 1:28.672 en werd daarmee twintigste.

Tijdens de eerste vrije training van de Grand Prix van Italië reed Drugovich, wederom voor Aston Martin, in plaats van Lance Stroll. Hij reed een tijd van 1:24.140 en werd daarmee achttiende. Tijdens de eerste vrije training van de Grand Prix van Abu Dhabi op 24 november 2023, reed hij in plaats van Fernando Alonso, behaalde een tijd van 1:26.360 en werd daarmee tweede.

In 2024 kwam Drugovich in actie tijdens de eerste vrije training van de Grand Prix van Mexico-Stad. Hij reed een tijd van 1:19.819 en werd daarmee achttiende. Tijdens de eerste vrije training van de Grand Prix van Abu Dhabi op 6 december werd hij negende in de wagen van Lance Stroll met een tijd van 1:25.471.

Op 11 april 2025 tijdens de eerste vrije training van de Grand Prix van Bahrein verving hij Fernando Alonso. Hij reed een tijd van 1:35.198 en werd daarmee zestiende.
Op 1 augustus 2025 werd bekendgemaakt dat Drugovich sowieso de eerste vrije training bij de Grand Prix van Hongarije zal rijden in plaats van Alonso die een spierblessure aan zijn rug heeft.